# 小林斗盦
小林斗盦（日语：こばやし とあん，1916年2月23日—2007年8月13日），又名斗庵，本名庸浩，日本書法家及篆刻界名人、全日篆刻聯盟會長、西泠印社名譽副社長。
小林的篆刻師承自河井荃廬。1984年獲得日本藝術院賞書賞的恩賜賞。他曾於2002年10月7日在上海圖書館舉行篆刻及書法展覽。2004年獲頒綬日本文化勳章，以表揚他在推動日本文化的努力。

## 著作列表
- 《告西泠印社社員諸賢書》
- 《中國篆刻叢刊》（二玄社、1981-84年）
- 《中國璽印類編》（二玄社、1996年）
- 《書道技法講座33 清人篆書三種》（二玄社、1987年）